# NGC 3095
NGC 3095 (również PGC 28919) – galaktyka spiralna z poprzeczką (SBc), znajdująca się w gwiazdozbiorze Pompy. Odkrył ją John Herschel 16 lutego 1836 roku.
W galaktyce tej zaobserwowano supernowe SN 2004ej i SN 2008bp.